# Puntate di Melevisione (dodicesima stagione)
La dodicesima stagione di Melevisione venne trasmessa in prima visione su Rai 3 dal 21 dicembre 2009 al 10 settembre 2010 ed è composta da 128 puntate.
La Melevisione andava regolarmente in onda dal lunedì al giovedì. Ogni venerdì, invece, andava in onda la rubrica Le merende di Balia Bea, dove Balia Bea raccontava nella cucina del castello un episodio passato avvenuto al Fantabosco e nel frattempo preparava una squisita merenda.

## Cast
| Personaggio        | Interprete           |
| ------------------ | -------------------- |
| Milo Cotogno       | Lorenzo Branchetti   |
| Fata Lina          | Paola D'Arienzo      |
| Strega Varana      | Zahira Berrezouga    |
| Radio Gufo         | Walter Rivetti       |
| Lupo Lucio         | Guido Ruffa          |
| Re Quercia         | Diego Casale         |
| Principessa Odessa | Carlotta Jossetti    |
| Balia Bea          | Licia Navarrini      |
| Principe Giglio    | Enrico Dusio         |
| Orco Manno         | Diego Casalis        |
| Orchessa Orchidea  | Barbara Abbondanza   |
| Shirin Scintilla   | Valentina Bartolo    |
| Vermio Malgozzo    | Riccardo Forte       |
| Cuoco Zibibbo      | Eugenio Gradabosco   |
| Naima del Mar      | Beatriz Luz Lattanzi |
| Mago Mandrago      | Marco Mazza          |
| Orchetto Leo       | Mauro Parrinello     |

## Elenco episodi
Gli episodi evidenziati in giallo sono stati inclusi ne I Classici della Melevisione.
1. Il dipinto stregale
2. Spade, crogne e beffe
3. Il tesoro di Re Salmone
4. Lupo di neve
5. Due denti per la strega
6. Un lupo buongustaio
7. Il gioco nuovo
8. La principessa di Poverinia
9. La grande sfida
10. Mostri al Fantabosco
11. L'osso dell'orcosauro
12. Le merende di Balia Bea: funghetti del Fantabosco (Ripropone un precedente episodio, "Pappa di strega")
13. Il diario di Vermio
14. Sfida all'ultima foglia
15. Le merende di Balia Bea: il pallottoliere di Guidobaldo Sbadiglio (Ripropone un precedente episodio, "Frutteti fatati")
16. L'orchessa farfalla
17. Alla ricerca degli Gnomei
18. Un orco di sangue blu
19. Panciografia orca
20. Le merende di Balia Bea: alla faccia di Vermio (Ripropone un precedente episodio, "Un uovo a sorpresa")
21. I parenti della strega
22. Il tesoro di Shirin
23. Una bandiera di fiaba
24. I re orchi
25. Le merende di Balia Bea: lo spuntino di Strega Varana (Ripropone un precedente episodio, "Lupo Ciccio e Princistecca")
26. La mummia di Orkankamen
27. Il gigante Luciacchione
28. Lo straniero
29. I nipoti di Grifo
30. Le merende di Balia Bea: polipetti di strega (Ripropone un precedente episodio, "La cucina arcobaleno")
31. Chissà che accadrà
32. Rifiuti stregati
33. Faccia nel tronco
34. Le merende di Balia Bea: gli gnometti di neve (Ripropone un precedente episodio, "Una magica bevanda")
35. Il cerchio della strega
36. Nonno Sonno
37. Le merende di Balia Bea: la famiglia dei ricci (Ripropone un precedente episodio, "La regina dei veleni")
38. L'uovo di Orchidea
39. Che coraggio!
40. La stella d'Oltremare
41. Le merende di Balia Bea: il pinguino della balia (Ripropone un precedente episodio, "Il principe mamma")
42. La settimana scarlatta
43. I pasticci di Strega Varana
44. Un giorno da lupi
45. La sfera di Mago Mandrago
46. Le merende di Balia Bea: le barchette delle fatine (Ripropone un precedente episodio, "Tutti i gusti sono giusti")
47. Il fuso stregato
48. L'avventura di Balia Bea
49. Il drago soffiafolletti
50. Le merende di Balia Bea: un topo a merenda (Ripropone un precedente episodio, "Orco mangia tutto")
51. Il libro misterioso
52. Un lupo per tutte le occasioni
53. Un lupo a rotelle (Remake della puntata del 2005)
54. Il dottor lupo
55. Sale di strega e zucchero di fata
56. Te lo leggo nel pensiero
57. Le merende di Balia Bea: i Nani di Biancaneve (Ripropone un precedente episodio, "La mela stregata")
58. Il giornale stregato
59. Salviamo il folletto
60. La cucina stregata
61. La Fata Scoccinella
62. Le merende di Balia Bea: l'uovo di Re Quercia (Ripropone un precedente episodio, "Un cuoco con la coda")
63. Il segreto del chiosco
64. Giglio Cyrano
65. L'orcoccodrillo
66. Le merende di Balia Bea: i pagliacci dei principini (Ripropone un precedente episodio, "Una zucca a colori")
67. Accipigna, un altro orco!
68. La legge della strega
69. La Perla dei Sette Mari
70. Le merende di Balia Bea: maialini per il lupo (Ripropone un precedente episodio, "Drollo seme di mela")
71. La grande gita
72. Un eroe davvero super
73. Canzoni e pernacchie
74. Ma noi chi?
75. Le merende di Balia Bea: i fiori della regina (Ripropone un precedente episodio, "Pan di strega")
76. I fuochi magici
77. Il Re del Bosco
78. Le code delle comete
79. Le merende di Balia Bea: i ragnetti imbroglioni (Ripropone un precedente episodio, "Nonno Ulivo")
80. La sorgente rubata
81. Fischi per fiaschi
82. Il cappello dei figli amati (Remake della puntata del 2007)
83. Orco Manno corsaro
84. Le merende di Balia Bea: la farfalla del bosco (Ripropone un precedente episodio, "Frutta magica")
85. Scrivimi al Fantabosco
86. Un circo speciale
87. Naima di terra e Odessa di mare
88. Orcobumbo
89. Le merende di Balia Bea: un bruco per la principessa (Ripropone un precedente episodio, "Il segreto di Pulcinella")
90. Nascondino al Fantabosco
91. La fuga di Shirin
92. Un tenero pelupo
93. La sposa di Grifo (Remake della puntata del 2007)
94. Le merende di Balia Bea: ti regalo il mio cuore (Ripropone un precedente episodio, "La torta infuocata")
95. Un mondo di lupi
96. Il melo fatato
97. Il gemello del principe
98. Una medicina per il drago
99. Le merende di Balia Bea: i gelati di Re Quercia (Ripropone un precedente episodio, "Uno stomaco da orchi")
100. Il filtro di Re Batrace
101. Un orchetto geniale
102. Il ritorno dell'oca d'oro
103. La stellina di Fantavisione
104. Le merende di Balia Bea: buon compleanno Strega Varana (Ripropone un precedente episodio, "Mela fatata, mela stregata")
105. Principe per un istante
106. Le tre piume
107. Le merende di Balia Bea: viva Radio Gufo (Ripropone un precedente episodio, "Sinfonia in cucina")
108. Buonanotte, Fantabosco
109. Le ragazze Varana
110. Un paese da orchi
111. Un pezzo di cielo
112. Il cuoco fantasma
113. Chi c'è nel giardino del re?
114. Il panda dell'imperatore
115. Il primo osso non si scorda mai
116. L'orchistrega fatata
117. Iperfantabosco
118. L'alieno Macchia Nera
119. Grotta, dolce grotta
120. L'orco più orco che c'è
121. Un drago speciale
122. Il principe nero
123. Il vero re
124. In viaggio con Milo
125. Chi ha rubato la marmellanza?
126. Lavate quell'orco!
127. Teatrino Fantabosco
128. Le figure, le facce e le voci